# Impaled Northern Moonforest
Az Impaled Northern Moonforest egy szatirikus jellegű, akusztikus black metal együttes, amelyet az Anal Cunt frontembere, Seth Putnam alapított 1997-ben. A zenekar neve és dalcímeik is mind a black metal stílus kliséit parodizálják. Dalaik gyakran irreálisan hosszú címekkel rendelkeznek, például: "Bloodlustfully Praising Satan's Unholy Almightiness in the Woods at Midnight".
2000-ben egy 13 dalból álló kislemezt adtak ki, melyet 2010-ben, nagylemez formájában a Return of the Necrowizard dallal kiegészítve jelentek meg újra. Az együttes ritkán koncertezett, Amerikán kívül azonban Európában és Japánban is felléptek. 
Seth Putnam 2011-ben szívrohamban hunyt el.

## Tagok
- Seth Putnam - ének, ütős hangszerek
- Josh Martin - akusztikus gitár

## Diszkográfia
- Impaled Northern Moonforest (2000, kislemez)
- Return of the Necrowizard (2010, album)